# Nigeria na Letnich Igrzyskach Olimpijskich 1980
Nigerię na Letnich Igrzyskach Olimpijskich 1980 reprezentowało 44. zawodników: 38. mężczyzn i 6. kobiet. Był to 7. start reprezentacji Nigerii na letnich igrzyskach olimpijskich po bojkocie występów na Igrzyskach Olimpijskich w Montrealu.